# Ernest Lluch
Ernest Lluch Martín (Vilasar de Mar, 21 de enero de 1937-Barcelona, 21 de noviembre de 2000) fue un economista, profesor y político español que ejerció el cargo de ministro de Sanidad y Consumo entre 1982 y 1986, bajo la presidencia de Felipe González. Miembro del Partido de los Socialistas de Cataluña (PSC), fue así mismo diputado en las Cortes Generales. Fue asesinado por la banda terrorista ETA cuando tenía 63 años y estaba retirado de la vida política.

## Biografía

### Orígenes y formación académica
Nació el 21 de enero de 1937 en la localidad barcelonesa de Vilasar de Mar, donde se encontraba su familia por la situación bélica.
Doctor en Ciencias Económicas por la Universidad de Barcelona, amplió estudios en la Sorbona de París. Siendo profesor ayudante en la Universidad de Barcelona, fue expedientado, detenido y procesado en varias ocasiones, así como expulsado de la Universidad por su actividad política antifranquista. En junio de 1975 fue detenido en Valencia durante una reunión de la oposición. Catedrático de  Economía en la Universidad de Valencia (1974) y de Historia de Doctrinas Económicas de la Universidad Central de Barcelona —Universidad de Barcelona—, su último cargo oficial fue el de rector de la Universidad Internacional Menéndez Pelayo de Santander, puesto que desempeñó desde 1989 hasta 1995.

### Carrera política
En 1977 fue elegido diputado en las elecciones a Cortes Constituyentes, como cabeza de lista de Socialistes de Catalunya (coalición del PSOE y PSC-Congrés) por Gerona. Fue reelegido, ya como PSC, en 1979 por Gerona y en 1982 por Barcelona. En abril de 1980 fue elegido portavoz del grupo parlamentario de los socialistas catalanes en el Congreso. En 1982 Felipe González le nombró ministro de Sanidad y Consumo en el primer gobierno socialista, puesto en el que estuvo hasta el año 1986. Como hecho importante de su mandato, se le considera padre intelectual de la Ley General de Sanidad de 1986, donde se ponen las bases legales para la universalización de la atención sanitaria.
En mayo de 1986 se retiró del primer plano político para reincorporarse a la cátedra de Historia de Doctrinas Económicas de la Universidad Central de Barcelona. El 2 de enero de 1989 tomó posesión como rector de la Universidad Internacional Menéndez Pelayo de Santander.

### Asesinato
Unos meses antes de su asesinato, había publicado un artículo en El Correo, en el que exponía su tesis sobre la primera víctima de ETA en la que defendía que no fue ni el guardia civil de Tráfico José Pardines, ni el policía franquista Melitón Manzanas, sino la bebé Begoña Urroz Ibarrola. Vinculado a San Sebastián y miembro de la organización pacifista vasca Elkarri, Lluch destacó como defensor del diálogo y partidario de establecer puentes como instrumento para conseguir el respeto a los derechos humanos y la pacificación del País Vasco. Según el fiscal de la Audiencia Nacional, este fue un hecho determinante en ser elegido como víctima.
El 21 de noviembre de 2000 fue asesinado mediante dos disparos en la cabeza por la banda terrorista ETA cuando se encontraba en el garaje de su domicilio situado en la avenida de Chile, de Barcelona. Su cuerpo fue descubierto por un vecino una hora y media después del atentado.

## Vida personal
En 1966 contrajo matrimonio con Dolors Bramon, con quien tuvo tres hijas: Eulàlia, Rosa y Mireia. Se separaron en 1982.

## Homenajes

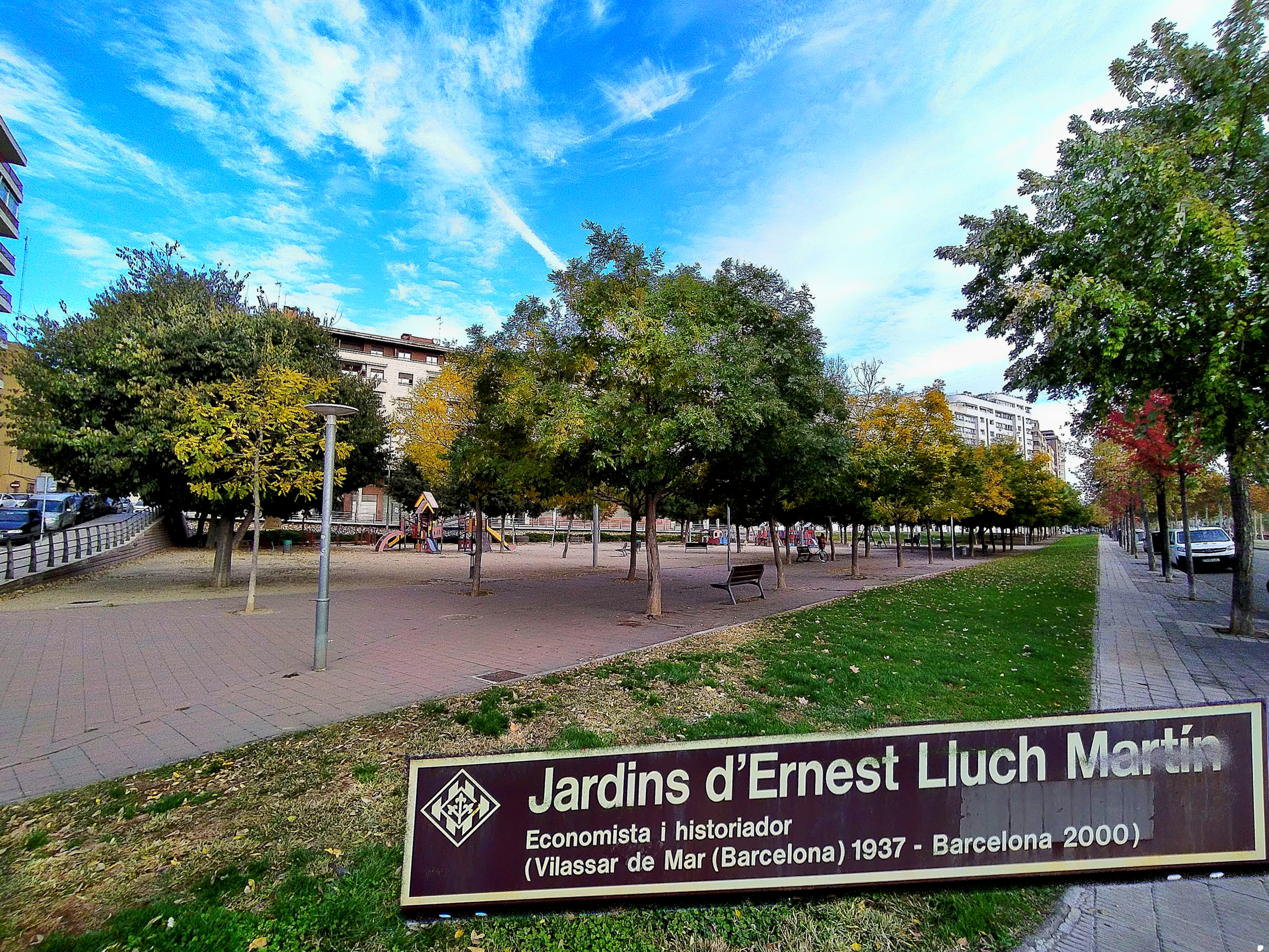
Parque dedicado a la memoria de Ernest Lluch en Lérida.

El Ministerio de Sanidad (con las diferentes denominaciones que ha tenido a lo largo del periodo constitucional) ha dedicado el salón principal de actos, situado en la planta baja del Paseo del Prado 18-20 de Madrid, a su memoria. En el mencionado salón se celebran multitud de seminarios, conferencias y reuniones relativas a la sanidad pública española. 
El Ayuntamiento de San Sebastián le pone su nombre al centro cultural y biblioteca municipal del barrio de Amara de la capital guipuzcoana, bajo el nombre Ernest Lluch Kultur Etxea.
El Ayuntamiento de L'Hospitalet le dedica una plaza ubicada en el barrio de Collblanc, a unos centenares de metros de donde Ernest Lluch sufrió el atentado que acabó con su vida. Una de las zonas se instalará la escultura 'Miracielo' del artista navarro José Ramón Anda. Se trata de una pieza de cobre de 4,5 metros de altura. 
El Ayuntamiento de Vilasar de Mar (Barcelona), pueblo que le viera nacer, ha dedicado a su memoria la biblioteca municipal, inaugurada el 27 de noviembre de 2009. En esta biblioteca se guarda la colección bibliográfica particular del autor. Dentro del edificio se encuentra la sede de la Fundación Ernest Lluch.
El hospital comarcal de Calatayud (Zaragoza) lleva su nombre, al igual que una de las bibliotecas municipales de Gerona. 
El Museo Minero de la población de Minas de Riotinto (Huelva) también tiene su nombre debido a que fue el primer presidente de la Fundación Río Tinto, de 1988 hasta 1991, cuando pasó a formar parte del patronato de la misma. Tras su asesinato se denominó así al museo y a la plaza donde este se ubica. 
Una parada de TRAM lleva su nombre en su honor, y una estación homónima perteneciente a la L5 del Metro de Barcelona.
En Torre-Pacheco (Murcia), el Centro de Salud Este lleva su nombre, ya que fue Lluch quien inauguró el primer centro de salud del municipio en 1984.
En Vilassar de Mar, lugar donde nació, se inauguró la Biblioteca Ernest Lluch i Martin en noviembre de 2009.
En el municipio barcelonés de Abrera, se inauguró en el año 2007 , el colegio público de educación primaria Ceip Ernest Lluch.
El 28 de abril de 2016, el pleno del Ayuntamiento de Mislata (Valencia) aprobó por mayoría absoluta rendir un homenaje y ofrecer su nombre a un espacio representativo del municipio.
En la población de Viladecavalls (Barcelona) su Centro de Atención Primaria tiene por nombre CAP Can Trias - Ernest Lluch.
En Cunit (Tarragona) le da nombre a un instituto, el IES Ernest Lluch I Martín, inaugurado en 2009.
En Bañeras (Tarragona) se inauguró el 23 de abril de 2017 la biblioteca Ernest Lluch.
En Lérida se inauguró el parque Ernest Lluch el 7 de mayo de 2003.
En Calatayud (Zaragoza) el Hospital General tiene por nombre Ernest Lluch Martín.
La ciudad de Santander también le homenajeó poniendo su nombre a una calle en reconocimiento por su cargo de rector de la Universidad Internacional Menéndez Pelayo.[cita requerida]

## Obras
- El pensamiento económico en Cataluña entre el renacimiento económico y la revolución industrial: la irrupción en la escuela clásica y la respuesta proteccionista (1970).
- La vía valenciana (1975).
- Acaecimientos De Manuel Belgrano, Fisiócrata, y su Traducción de las Máximas Generales Del Gobierno Económico De un Reyno Agricultor De François Quesnay . Ediciones Cultura Hispánica, Madrid (1984).
- La Cataluña vencida del siglo XVIII: claroscuros de la ilustración, Edicions 62 (1996).
- Las Españas vencidas del siglo XVIII: claroscuros de la Ilustración, Editorial Crítica (1999).
- La alternativa catalana (1700-1714-1740).
- Aragonesismo austracista (1734-1742). Escritos del conde Juan Amor de Soria, Institución Fernando el Católico (CSIC - Ayuntamiento de Zaragoza, 2010). Estudio introductorio de Ernest Lluch.